# Tetsuya (músico)
Tetsuya (テツヤ) (Hikone, 3 de outubro de 1969) é um músico japonês, mais conhecido por ser o líder e o baixista da banda de rock L'Arc-en-Ciel. Anteriormente conhecido como "tetsu" no meio artístico, em 1 de dezembro de 2009 começou a usar seu nome real. Enquanto que no L'Arc-en-Ciel seu nome é estilizado como tetsuya, na sua carreira solo é estilizado como TETSUYA.
Ele também faz os vocais de apoio no L'Arc-en-Ciel e compôs muitas canções da banda, incluindo "Link", "Ready Steady Go", "Finale", "Driver's High", "Stay Away", "Pieces" e "Good Luck My Way". Em 2001, iniciou a carreira solo sob o nome TETSU69 (1969 é seu ano de nascimento).